# Ban Hrvatske i Dalmacije
Ban Hrvatske i Dalmacije ili hrvatsko-dalmatinski ban (lat. banus Chroatiae et Dalmatiae; hrv. ban Dalmacije i Hrvat), poznat u ranijim razdobljima i kao primorski ban (lat. banus maritimus, de maritimis banus), najviši državni dužnosnik na teritoriju Kraljevine Hrvatske i Dalmacije pod vlašću ugarske krune. Dotadašnji naslov hrvatskog bana podijelio se krajem 12. i početkom 13. stoljeća na dvije titule i korespondirajuće službe – primorskog i slavonskog bana. Prema sačuvanim povijesnim izvorima, čini se da je primorski ban bio podređen banu Slavonije.
U vrijeme prijestolonasljednih borbi među između posljednjeg Arpadovića, ugarskog i hrvatskog kralja Andrije III. Mlečanina († 1301.), knez Pavao I. Bribirski († 1312.) uspio je bansku titulu pretvoriti u nasljednu, promijeniti njen naziv u "ban Hrvata" (banus Croatorum) i zavladati kao gotovo neovisan vladar. Poslije sloma vladavine bana Mladena II. Bribirskog 1322. godine, ukinuta je nasljednost banske časti i vlasti u Hrvatskoj, ali i dalje opstaju dva banska naslova;  hrvatsko-dalmatinskog i slavonskog bana. Godine 1476. ukinuto je dvojstvo banske časti i otada je bio imenovan jedan jedinstveni ban za Kraljevinu Hrvatsku i Dalmaciju i Kraljevinu Slavoniju, pod naslovom – ban Kraljevina Dalmacije, Hrvatske i Slavonije.

## Popis hrvatsko-dalmatinskih banova
- Vojink 1225.
- Valegin 1226.
- Stjepan II. Babonić 1243. – 1251.
- Butko 1259.
- Nikola Gut-Keled od Gacke 1275.
- Pavao I. Šubić Bribirski 1276. – 1312.
- Mladen II. Šubić Bribirski 1312. – 1322.
- Ivan Babonić 1322. – 1323.
- Ivan Ćuz 1356. – 1358.
- Nikola Széchy 1358. – 1366.
- Konja Széchényi 1366. – 1367.
- Emerik Lacković 1368.
- Šimun Mauricijev 1369. – 1371.
- Karlo II. Drački 1371. – 1376. / Stjepan II. Lacković 1371. – 1372.
- Nikola Széchy 1377. – 1380.
- Emerik Bubek 1380. – 1383.
- Stjepan II. Lacković 1383. – 1384.
- Toma od Sv. Jurja 1384. – 1385.
- Stjepan II. Lacković 1385.
- Ladislav od Lučenca 1387.
- Dionizij od Lučenca 1387. – 1389.
- Ivan Horvat 1389. – 1392. / Vuk Vukčić Hrvatinić 1391. – 1394.
- Nikola II. Gorjanski 1392.
- Butko Kurjaković 1394.
- Nikola II. Gorjanski 1394. – 1397.
- Karlo II. i Pavao II. Kurjaković 1410. – 1411.
- Petar de Alben 1412. – 1419.
- Dionizije Lacković 1416. – 1418.
- Albert de Ungh 1419. – 1426
- Nikola IV. Frankapan 1426. – 1432.
- Ivan VI. i Stjepan III. Frankapan 1432. – 1436.
- Perko Talovac 1438. – 1453.
- Ladislav Hunjadi 1453.
- Pavao Špirančić 1459. – 1463.
- Stjepan III. Frankapan 1463. – 1464.
- Damjan Horvat od Litve 1473. – 1476.

## Vanjske poveznice
- Ban – Hrvatska enciklopedija
- Ban – Proleksis enciklopedija
- Ban – Hrvatska enciklopedija (1941. – 1945.)
- Ban Kraljevina Dalmacije, Hrvatske i Slavonije – arhinet.arhiv.hr